# Zohra Segal

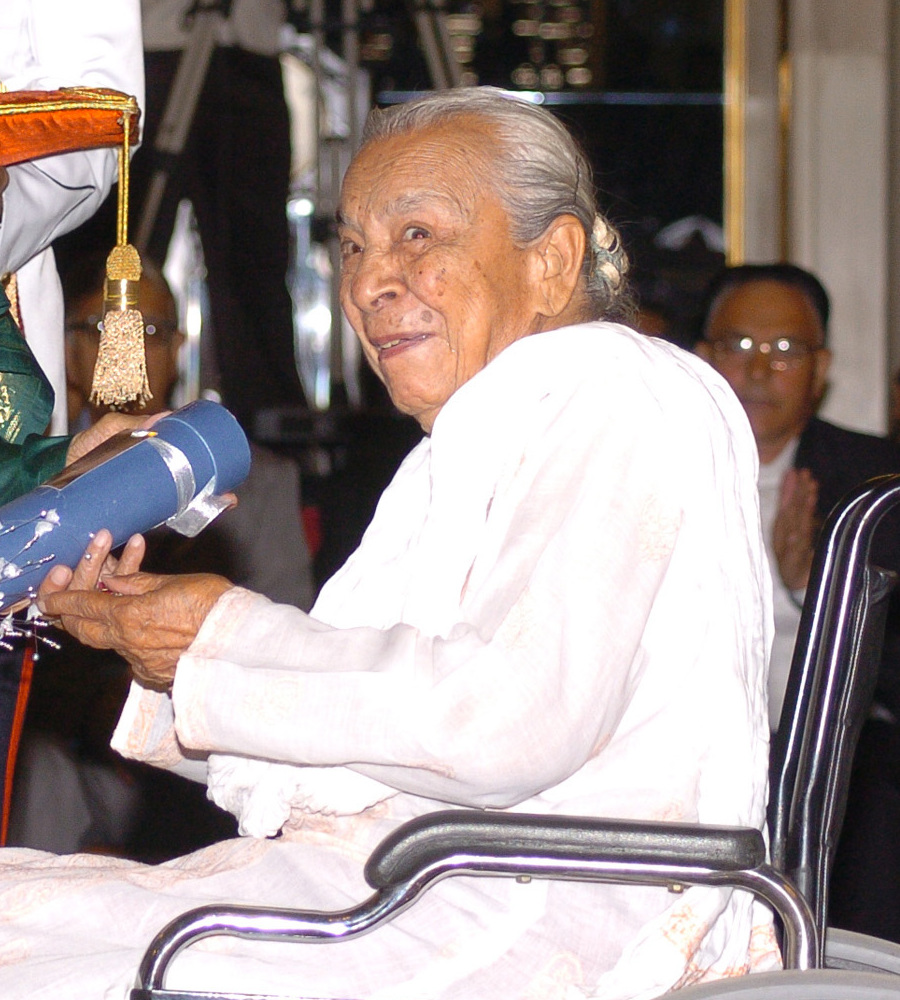
Zohra Segal (2010)

Zohra Segal (auch Zohra Sehgal; * 27. April 1912 in Saharanpur, Britisch-Indien; † 10. Juli 2014 in Neu-Delhi) war eine indische Tänzerin, Bühnen- und Filmschauspielerin.

## Leben

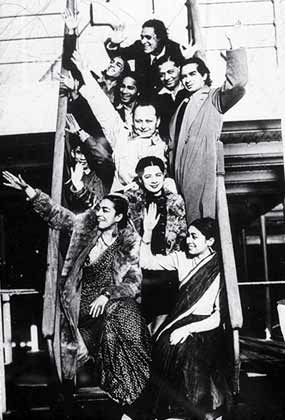
Zohra Segal (vorn links) als Teil der Uday Shankar Ballet Troupe (ca. 1935–1937)

Zohra Segal wurde 1912 unter dem Namen Zohra Begum Mumtaz-ullah Khan geboren. Sie wuchs in Chakrata im Norden Indiens auf und besuchte bis 1929 das Queen Mary’s Girls College in Lahore. Danach reiste sie mit ihrer Tante nach Europa und studierte drei Jahre modernen Tanz an Mary Wigmans Tanzschule in Dresden. 1935 schloss sie sich der Tanzkompanie von Uday Shankar an, nachdem sie diese auf ihrer Europa-Tournee gesehen hatte. Mit der Balletttruppe tourte sie in Japan, Ägypten, Europa und den USA. Ab 1940 lehrte sie am Uday Shankar India Cultural Centre in Almora. Dort lernte sie ihren Mann, den acht Jahre jüngeren Tänzer Kameshwar Segal, kennen. Zohra und Kameshwar Segal heirateten 1942. Aus der Ehe gingen zwei Kinder hervor.
Nach der Auflösung der Balletttruppe arbeitete sie mit ihrem Mann kurze Zeit in Lahore, dann in Bombay, wo ihre Schwester Uzra Butt – die seit 1964 in Pakistan lebte – bereits als Schauspielerin bei Prithviraj Kapoors Prithvi Theatre spielte. 1945 wurde Zohra Segal ebenfalls Mitglied des Schauspielensembles Prithvi Theatre, für das sie 14 Jahre lang auftrat. Zur selben Zeit war sie bei der Indian People’s Theatre Association in Schauspiel und Film aktiv. Ihr Filmdebüt hatte sie 1946 im ersten IPTA-Film Dharti Ke Lal unter der Regie von Khwaja Ahmad Abbas, im selben Jahr folgte auch Neecha Nagar von Chetan Anand, der auf dem Filmfestival von Cannes aufgeführt wurde. Auf der Bühne spielte sie unter anderem in Stücken von Abbas und Ebrahim Alkazi.
Nach dem Freitod ihres Mannes 1959 zog sie erst nach Delhi und 1962 nach London. Von Mitte der 1960er Jahre bis in die 1990er Jahre trat sie in England in Fernsehserien und Filmen auf. Sie spielte in James Ivorys The Courtesans of Bombay (1982) und die tragende Rolle der Lady Chatterjee in der Fernsehserie The Jewel in the Crown (1984). 1985 spielte sie die Haremsvorsteherin Affaf in Harem mit Nastassja Kinski in der Hauptrolle. 
Auch die Regisseurin Gurinder Chadha besetzte Segal seit Bhaji on the Beach (1993) immer wieder in ihren Filmen. Ende der 1990er Jahre ging Zohra Segal zurück nach Indien und lebte in Delhi bei ihrer Tochter Kiran Segal, einer bekannten Odissi-Tänzerin. Nach 1998 trat sie in mehreren Hindi-Filmen auf, darunter Dil Se (1998), Chalo Ishq Ladaaye (2002) und Saawariya (2007).
Sie wurde 1963 als Bühnenschauspielerin mit dem Preis der Sangeet Natak Akademi ausgezeichnet. 2004 erhielt sie die Fellowship dieser Institution. Daneben war sie Trägerin der Staatsorden Padma Shri (1998), Padma Bhushan (2002) und Padma Vibhushan (2010). 2001 wurde ihr der Kunstpreis der Regierung Madhya Pradeshs, der Kalidas Samman, verliehen.
Zu ihrem 100. Geburtstag wurde die von ihrer Tochter verfasste Autobiografie „Fatty“ veröffentlicht.
Zohra Segal starb am 10. Juli 2014 im Alter von 102 Jahren in einem Krankenhaus in Neu-Delhi.

## Filmografie
- 1946: Dharti Ke Lal
- 1946: Neecha Nagar
- 1950: Afsar
- 1956: Heer
- 1964: The Indian Tales of Rudyard Kipling
- 1964–1965: Doctor Who (Fernsehserie)
- 1967: Der Kampf (The Long Duel)
- 1967: Theatre 625 (Fernsehserie)
- 1968: The Vengeance of She
- 1968: The Expert (Fernsehserie)
- 1969: The Guru
- 1973: The Regiment (Fernsehserie)
- 1973: Tales That Witness Madness
- 1974: It Ain’t Half Hot Mum (Fernsehserie)
- 1978: Mind Your Language (Fernsehserie)
- 1983: The Courtesans of Bombay
- 1983: Der Honorarkonsul (The Honorary Consul)
- 1984: The Jewel in the Crown (Fernsehserie)
- 1985: Tandoori Nights (Fernsehserie)
- 1985: Harem
- 1986: Caravaggio
- 1987: Partition
- 1987: Never Say Die
- 1989: Manika, une vie plus tard
- 1989: The Bill
- 1991: Masala
- 1992: Firm Friends
- 1993: Picknick am Strand (Bhaji on the Beach)
- 1994: Little Napoleons
- 1995: Amma and Family (Fernsehserie)
- 1997: Tamanna
- 1998: Not a Nice Man to Know
- 1998: Von ganzem Herzen (Dil Se)
- 1999: Khwaish
- 1999: Hum Dil De Chuke Sanam
- 2000: Tera Jadoo Chal Gayaa
- 2001: Landmark
- 2001: Zindagi Kitni Khoobsoorat Hai
- 2001: The Mystic Masseur
- 2002: Kick It Like Beckham (Bend It Like Beckham)
- 2002: Anita and Me
- 2002: Chalo Ishq Ladaaye
- 2003: Saaya
- 2004: Kaun Hai Jo Sapno Mein Aaya?
- 2004: Veer und Zaara – Die Legende einer Liebe (Veer-Zaara)
- 2005: Chicken Tikka Masala
- 2005: Die Hüterin der Gewürze (The Mistress of Spices)
- 2007: Cheeni Kum
- 2007: Saawariya

## Trivia
Am 29. September 2020 wurde Segal von der Suchmaschine Google mit einem Doodle geehrt.